# Оливер Хампел
Оливер Хампел (на немски: Oliver Hampel) е немски футболист, роден на 2 март 1985 във Волфен, Германия.
От 2004 г. е в състава на Хамбургер, като от сезон 2006/2007 има професионален договор, но все още няма изигран мач в Първа Бундеслига, а продължава да играе в дублиращия отбор. От лятото на 2007 е във Фортуна Дюселдорф. Има мачове за юношеските национални отбори на Германия до 18 и 19 г.